# Никольский тупик
Нико́льский тупик — улица Москвы в районе Покровское-Стрешнево Северо-Западного административного округа и Войковском районе Северного административного округа. Проходит от Ленинградского шоссе до берега канала имени Москвы.

## Название
Никольский тупик получил название по близлежащему селу, позднее посёлку Никольский, располагавшемуся вдоль Ленинградского шоссе. Также может быть назван в начале XX века по иконе Николая Чудотворца, находившейся на стене Иваньковской часовни, обращённой на северо-восток в сторону тупика.

## Описание
Никольский тупик начинается от съезда с Ленинградского шоссе на улицу Адмирала Макарова за 2-м Ленинградским путепроводом через Малое кольцо Московской железной дороги и проходит на запад через лесопарк Покровское-Стрешнево. Вблизи Центрального спортивного клуба ВМФ поворачивает на северо-запад, продолжаясь как набережная Химкинского водохранилища. В районе Никольской дамбы реки Химки проход и проезд запрещены. Затем слева к тупику в районе зоны отдыха «Покровский Берег» примыкает Береговая улица. За ней дорога перекрыта, проходя вдоль берегов водохранилища и канала имени Москвы, выходя к Иваньковскому шоссе.

## История
Тупик возник в деревне Иваньково и примыкал к Береговой улице этой деревни. В 1937 году после образования Химкинского водохранилища тупик оказался на его берегу. Позднее название тупика было распространено на дорогу, которая продолжала его и проходила по дамбе через парк  Покровское-Глебово до Ленинградского шоссе. В конце 1980-х годов деревня Иваньково была снесена, а в 1999 году закрыт проезд по дамбе. На месте деревни в конце 1990-х годов построен жилой комплекс «Покровские холмы». Справа к тупику примыкает территория Центрального спортивного клуба Военно-морского флота, а слева, за дамбой, — территория дома отдыха «Чайка», раньше принадлежащего Московскому городскому комитету КПСС, а ныне — Управлению делами Правительства Москвы.